# Liste der Mitglieder im 7. Inatsisartut
Das 7. Inatsisartut wurde nach der Parlamentswahl in Grönland 1999 gebildet und war bis 2002 im Amt.

## Aufbau
- IA: 7
- S: 11
- A: 8
- KP: 4
- Unabh.: 1

- IA: 7
- S: 11
- A: 7
- KP: 4
- Unabh.: 2

| Partei | Partei            | Abgeordnete zu Beginn der Legislaturperiode | Abgeordnete zum Ende der Legislaturperiode | Abgänge                                            | Zugänge                               |
| ------ | ----------------- | ------------------------------------------- | ------------------------------------------ | -------------------------------------------------- | ------------------------------------- |
|        | Siumut            | 11                                          | 11                                         | Per Berthelsen                                     | Per Rosing-Petersen                   |
|        | Atassut           | 8                                           | 7                                          | Otto Steenholdt Anders Nilsson Siverth K. Heilmann | Godmand Jensen Naimanngitsoq Petersen |
|        | Inuit Ataqatigiit | 7                                           | 7                                          | keine                                              | keine                                 |
|        | Kattusseqatigiit  | 4                                           | 4                                          | keine                                              | keine                                 |
|        | Einzelkandidaten  | 1                                           | 2                                          | Per Rosing-Petersen                                | Otto Steenholdt Per Berthelsen        |
| Gesamt | Gesamt            | 31                                          | 31                                         |                                                    |                                       |

## Parlamentspräsidium
|                     | 9. März 1999 – 24. September 1999    | 24. September 1999 – 2. November 1999 | 2. November 1999 – 15. September 2000 | 15. September 2000 – 7. Dezember 2001                                             | 7. Dezember 2001 – 14. Dezember 2002                                              |
| ------------------- | ------------------------------------ | ------------------------------------- | ------------------------------------- | --------------------------------------------------------------------------------- | --------------------------------------------------------------------------------- |
| Vorsitzender        | Johan Lund Olsen (Inuit Ataqatigiit) | Johan Lund Olsen (Inuit Ataqatigiit)  | Ole Lynge (Inuit Ataqatigiit)         | Ole Lynge (Inuit Ataqatigiit) Suppleant: Lars Sørensen (Inuit Ataqatigiit)        | Daniel Skifte (Atassut) Suppleant: Jakob Sivertsen (Atassut)                      |
| 1. Vizevorsitzender | ?                                    | Anders Andreassen (Siumut)            | Finn Karlsen (Atassut)                | Anders Andreassen (Siumut) Suppleant: Mikael Petersen (Siumut)                    | Anders Andreassen (Siumut) Suppleant: Mikael Petersen (Siumut)                    |
| 2. Vizevorsitzender | ?                                    | Lars Karl Jensen (Siumut)             | ?                                     | Finn Karlsen (Atassut) Suppleant: Augusta Salling (Atassut)                       | Lars Karl Jensen (Siumut) Suppleant: Per Rosing-Petersen (Siumut)                 |
| 3. Vizevorsitzender | ?                                    | Finn Karlsen (Atassut)                | ?                                     | Lars Karl Jensen (Siumut) Suppleant: Per Rosing-Petersen (Siumut)                 | Ole Lynge (Inuit Ataqatigiit) Suppleant: Lars Sørensen (Inuit Ataqatigiit)        |
| 4. Vizevorsitzender | ?                                    | Anthon Frederiksen (Kattusseqatigiit) | ?                                     | Anthon Frederiksen (Kattusseqatigiit) Suppleant: Mogens Kleist (Kattusseqatigiit) | Anthon Frederiksen (Kattusseqatigiit) Suppleant: Mogens Kleist (Kattusseqatigiit) |

## Abgeordnete
Es wurden folgende Personen gewählt. Personen, die zum Ende der Legislaturperiode nicht mehr im Amt waren, sind grau markiert:
| Mitglied                         | Geburtsjahr | Partei | Partei               | Anmerkung                                                         |
| -------------------------------- | ----------- | ------ | -------------------- | ----------------------------------------------------------------- |
| Anders Andreassen                | 1944        |        | Siumut               |                                                                   |
| Per Berthelsen                   | 1950        |        | Siumut/fraktionslos  | Parteiausschluss am 27. Juni 2001                                 |
| Hans Enoksen                     | 1956        |        | Siumut               |                                                                   |
| Ruth Heilmann                    | 1945        |        | Siumut               |                                                                   |
| Lars Karl Jensen                 | 1949        |        | Siumut               |                                                                   |
| Jørgen Wæver Johansen            | 1972        |        | Siumut               |                                                                   |
| Tommy Marø                       | 1964        |        | Siumut               |                                                                   |
| Vittus Mikaelsen                 | 1951        |        | Siumut               |                                                                   |
| Jonathan Motzfeldt               | 1938        |        | Siumut               |                                                                   |
| Simon Olsen                      | 1938        |        | Siumut               |                                                                   |
| Mikael Petersen                  | 1956        |        | Siumut               |                                                                   |
| Siverth K. Heilmann              | 1953        |        | Atassut              | am 24. September 2001 zurückgetreten                              |
| Finn Karlsen                     | 1952        |        | Atassut              |                                                                   |
| Anders Nilsson                   | 1946/47     |        | Atassut              | am 25. April 2001 zurückgetreten                                  |
| Godmand Rasmussen                | 1939/40     |        | Atassut              |                                                                   |
| Augusta Salling                  | 1954        |        | Atassut              |                                                                   |
| Jakob Sivertsen                  | 1943        |        | Atassut              |                                                                   |
| Daniel Skifte                    | 1936        |        | Atassut              | Parlamentspräsident ab dem 7. Dezember 2001                       |
| Otto Steenholdt                  | 1936        |        | Atassut/fraktionslos | Parteiausschluss am 30. April 2000                                |
| Ole Lynge                        | 1956        |        | Inuit Ataqatigiit    | Parlamentspräsident vom 2. November 1999 bis zum 7. Dezember 2001 |
| Maliinannguaq Marcussen Mølgaard | 1960        |        | Inuit Ataqatigiit    |                                                                   |
| Josef Motzfeldt                  | 1941        |        | Inuit Ataqatigiit    |                                                                   |
| Asii Chemnitz Narup              | 1954        |        | Inuit Ataqatigiit    |                                                                   |
| Johan Lund Olsen                 | 1958        |        | Inuit Ataqatigiit    | Parlamentspräsident bis zum 2. November 1999                      |
| Olga Poulsen                     | 1962        |        | Inuit Ataqatigiit    |                                                                   |
| Lars Sørensen                    | 1959        |        | Inuit Ataqatigiit    |                                                                   |
| Anthon Frederiksen               | 1953        |        | Kattusseqatigiit     |                                                                   |
| Mads Peter Grønvold              | 1965/66     |        | Kattusseqatigiit     |                                                                   |
| Loritha Henriksen                | 1941        |        | Kattusseqatigiit     |                                                                   |
| Mogens Kleist                    | 1960/61     |        | Kattusseqatigiit     |                                                                   |
| Per Rosing-Petersen              | 1961        |        | fraktionslos/Siumut  | Parteieintritt im Oktober 1999                                    |

Folgende Mitglieder der Siumut kamen als Nachrücker ins Parlament:
| Name                     | Geburtsjahr | 9. Mär. 1999 – 15. Sep. 2000 (0) | 15. Sep. 2000 – 22. Sep. 2000 (2) | 22. Sep. 2000 – 29. Sep. 2000 (1) | 29. Sep. 2000 – 25. Apr. 2001 (0) | 25. Apr. 2001 – 2. Mai 2001 (3) | 2. Mai 2001 – 7. Mai 2001 (1) | 7. Mai 2001 – 14. Dez. 2002 (0) |
| ------------------------ | ----------- | -------------------------------- | --------------------------------- | --------------------------------- | --------------------------------- | ------------------------------- | ----------------------------- | ------------------------------- |
| Peter Grønvold Samuelsen | 1960        | unbekannt                        | unbekannt                         | unbekannt                         | unbekannt                         | unbekannt                       | unbekannt                     | unbekannt                       |
| Jens Napaattooq          | 1966        | —                                | für Lars Karl Jensen              | —                                 | —                                 | für Vittus Mikaelsen            | —                             | —                               |
| Paaviaaraq Heilmann      | 1958        | —                                | für Vittus Mikaelsen              | für Vittus Mikaelsen              | —                                 | für Tommy Marø                  | für Tommy Marø                | —                               |
| Jørgen Kristensen        | 1962/63     | unbekannt                        | unbekannt                         | unbekannt                         | unbekannt                         | unbekannt                       | unbekannt                     | unbekannt                       |
| Kristian Lennert         | ?           | unbekannt                        | unbekannt                         | unbekannt                         | unbekannt                         | unbekannt                       | unbekannt                     | unbekannt                       |
| Ole Thorleifsen          | 1961        | —                                | —                                 | —                                 | —                                 | —                               | für Lars Karl Jensen          | —                               |

Folgende Mitglieder der Atassut kamen als Nachrücker ins Parlament:
| Name                   | Geburtsjahr | 9. Mär. 1999 – 17. Mai 1999 (0) | 17. Mai 1999 – ? (1) | ? – 24. Sep. 1999 (0) | 24. Sep. 1999 – ? (2) | ? – 25. Apr. 2001 (0) | 25. Apr. 2001 – 2. Mai 2001 (2) | 2. Mai 2001 – 21. Sep. 2001 (1) | 21. Sep. 2001 – 24. Sep. 2001 (2) | 24. Sep. 2001 – 9. Nov. 2001 (3) | 9. Nov. 2001 – 14. Dez. 2002 (2) |
| ---------------------- | ----------- | ------------------------------- | -------------------- | --------------------- | --------------------- | --------------------- | ------------------------------- | ------------------------------- | --------------------------------- | -------------------------------- | -------------------------------- |
| Godmand Jensen         | 1940        | —                               | für Finn Karlsen     | —                     | für Daniel Skifte     | —                     | für Anders Nilsson              | für Anders Nilsson              | für Anders Nilsson                | für Anders Nilsson               | für Anders Nilsson               |
| Naimanngitsoq Petersen | 1957        | —                               | —                    | —                     | für Jakob Sivertsen   | —                     | für Siverth K. Heilmann         | —                               | —                                 | für Siverth K. Heilmann          | für Siverth K. Heilmann          |
| Saaleeraq Johansen     | 1965/66     | —                               | —                    | —                     | —                     | —                     | —                               | für Finn Karlsen                | —                                 | für Finn Karlsen                 | —                                |

Folgende Mitglieder der Inuit Ataqatigiit kamen als Nachrücker ins Parlament:
| Name             | Geburtsjahr | 9. März 1999 – 25. Apr. 2001 (0) | 25. Apr. 2001 – 2. Mai 2001 (1) | 2. Mai 2001 – 21. Sep. 2001 (0) | 21. Sep. 2001 – 9. Nov. 2001 (1) | 9. Nov. 2001 – 14. Dez. 2002 (0) |
| ---------------- | ----------- | -------------------------------- | ------------------------------- | ------------------------------- | -------------------------------- | -------------------------------- |
| Paninnguaq Olsen | 1966        | —                                | für Lars Sørensen               | —                               | für Olga Poulsen                 | —                                |

Folgende Mitglieder der Kattusseqatigiit kamen als Nachrücker ins Parlament:
| Name          | Geburtsjahr | 9. Mär. 1999 – 25. Apr. 2001 (0) | 25. Apr. 2001 – 12. Mai 2001 (1) | 12. Mai 2001 – 5. Apr. 2002 (0) | 5. Apr. 2002 – 17. Apr. 2002 (1) | 17. Apr. 2002 – 14. Dez. 2002 (0) |
| ------------- | ----------- | -------------------------------- | -------------------------------- | ------------------------------- | -------------------------------- | --------------------------------- |
| Tom Ostermann | 1968        | —                                | für Anthon Frederiksen           | —                               | für Anthon Frederiksen           | —                                 |

Hinweis: Die Übersicht über die Nachrücker ist unter Umständen wegen fehlender Verfügbarkeit der Sitzungsprotokolle nicht vollständig.